# Кузнецов, Александр Всеволодович
Алекса́ндр Все́володович Кузнецо́в (21 мая 1935, Москва — 4 марта 2017, Москва) — советский и российский актёр и драматург.

## Биография
После школы проходил обучение на экономический факультет Московского нефтяного института имени И. М. Губкина, однако, не окончив его, поступил на актёрский факультет ГИТИСа, где в 1959 году окончил курс Иосифа Раевского.
С 1959 года работал актёром, режиссёром в Московском театре миниатюр. Одновременно снимался в кино. В 1968 году был принят на курс режиссёров-постановщиков телевизионного фильма Высших курсов сценаристов и режиссёров, который окончил в 1970 году. Ставил спектакли в театрах Советского Союза — в Тирасполе, Москве.
С 1976 по 1984 год — педагог кафедры актёрского мастерства ВГИКа. С 1984 года занимался почти исключительно литературной деятельностью.
С 1994 года — член Союза писателей России.
Похоронен на Даниловском кладбище.

## Театр
- «Собачье сердце» (по повести М. Булгакова — Тирасполь
- «Случай в зоопарке» Э. Олби — малая сцена Театра имени Гоголя

## Фильмография
Актёр
- 1959 — Баллада о солдате — Гаврилкин, часовой
- 1963 — Утренние поезда — Слава
- 1963 — Выстрел в тумане — Слава
- 1964 — Они шли на Восток — повар (нет в титрах)
- 1964 — Хоккеисты — Саша, журналист
- 1965 — Иностранка — младший лейтенант милиции (нет в титрах)
- 1968 — Освобождение: Направление главного удара — Гуля, повар (нет в титрах)
- 1969 — Адъютант его превосходительства — Антоша, часовой
- 1969 — День и вся жизнь — рабочий (нет в титрах)
- 1969 — Мой папа — капитан — скандалист (нет в титрах)
- 1969 — Сюжет для небольшого рассказа — Журкин (нет в титрах)
- 1971 — Пришёл солдат с фронта — Павлов (нет в титрах)
- 1971 — Пятнадцатая весна — немецкий фельдфебель
- 1972 — Вот моя деревня (телефильм) — Александр Павлович, директор совхоза
- 1972 — Визит вежливости — хулиган (нет в титрах)
- 1972 — Чиполлино — начальник штаба армии принца Лимона
- 1973 — Аварийное положение — Александр Павлович, директор совхоза (нет в титрах)
- 1973 — Ткачихи — Саша
- 1974 — Кыш и Двапортфеля — сосед-понятой
- 1975 — У самого Чёрного моря (телефильм) — Глущенко
- 1976 — Предательница — эпизод (нет в титрах)
- 1976 — Расписание на завтра — тренер
- 1977 — Странная женщина — эпизод (нет в титрах)
- 1978 — Когда я стану великаном — учитель литературы (нет в титрах)
- 1980 — Апрельские сны — Паша, приятель Николая
- 1982 — Там, на неведомых дорожках… — дядюшка Домовой
- 1983 — Комета — Грузилов из Епифани
- 1985 — Искренне ваш — шеф-повар
- 1986 — Мой нежно любимый детектив — член клуба холостяков

Режиссёр
- 1970 — Дети (новелла в киноальманахе; совм. с О. Никичем)
- 1975 — У самого Чёрного моря (телефильм; совм. с О. Никичем)

Сценарист
- 1978 Когда я стану великаном" (совм. с И. Туманян)